# Ad Grooten
Ad Grooten (Curaçao, 27 juni 1962) is een Nederlandse multi-instrumentalist, tekstschrijver en componist.

## Loopbaan
Ad Grooten speelde in diverse bands alvorens hij op Middeloo met een aantal studiegenoten van de studie muziektherapie de folkband Pater Moeskroen oprichtte. In deze groep speelde Grooten een belangrijke rol door de meeste nummers te schrijven. Met Pater Moeskroen behaalde hij top 10-hits: onder andere 'Roodkapje' en 'Hela Hola (Tuthola)'.
Grooten speelt allerlei snaarinstrumenten, fluiten en doedelzak. Hij is een veelgevraagde studiomuzikant en schrijft regelmatig liedjes voor andere artiesten. Verder profileert hij zich als schrijver van kinderrepertoire.
Zo is hij actief als vaste tekstschrijver en componist voor de kinderband Cowboy Billie Boem, schreef hij voor Kinderen voor Kinderen en schreef hij de musical ‘Sprookjesboom de Musical’ voor de Efteling. Samen met Gerrie van Dongen schreef hij in 2009 'Het Sprookjesboek van de Efteling'. Later kwamen daar nog drie sprookjesboeken bij.
Verder schreef hij parkshows, onder andere voor Toverland en groep-achtmusicals voor Rep En Roer. In 2007 bracht Grooten de solo-cd ‘Eilandskind’ uit, een autobiografisch album over zijn jeugd op Curaçao, met medewerking van onder meer Gerard van Maasakkers, JW Roy en Henk Hofstede.
In 2012 besloot Ad Grooten om, na 26 jaar, te stoppen bij Pater Moeskroen en ging hij toeren met zijn groep Mannen van Naam. Ook speelt hij bij Paul van Loon en treedt hij op met zijn eigen kindertheaterprogramma 'De sprookjeskoningin', samen met Ruth Bakker.

## Privé
Grooten woont samen en heeft twee kinderen. De schaker Herman Grooten is zijn broer.